# 2-amino-ethanol
2-amino-ethanol of ethanolamine (vaak afgekort tot ETA of MEA) is een organische verbinding, met als brutoformule C2H7NO. Het is een ontvlambare en toxische kleurloze vloeistof met een doordringende ammoniakgeur. Door de aanwezigheid van een aminogroep enerzijds en een hydroxylgroep anderzijds, is de stof zowel een amine als een alcohol. Dit wordt een alkanolamine genoemd. Ethanolamine is, zoals alle andere amines, een zwakke base.

## Synthese
2-amino-ethanol wordt gesynthetiseerd uit een reactie van ammoniak met etheenoxide. Hierbij worden, naast ethanolamine zelf, ook nog di-ethanolamine en tri-ethanolamine gevormd:

## Toepassingen
Toepassingen van 2-amino-ethanol zijn onder meer:
- Absorptiemiddel in gaswasinstallaties, voor het verwijderen van zure componenten (koolstofdioxide, waterstofsulfide) uit gasstromen. Een koude waterige oplossing van 2-amino-ethanol kan deze componenten oplossen en neutraliseren. De oplossing wordt geregenereerd in een tweede kolom op hogere temperatuur, waardoor de gassen vrijgezet worden en de ETA-oplossing terug naar de gaswasser kan gestuurd worden.
- Het is een tussenstof en/of additief voor oppervlakteactieve stoffen in detergenten, persoonlijke verzorgingsproducten, cosmetische en andere producten.
- Het is een tussenproduct voor de synthese van ethyleendiamine:

- Het wordt ook gebruikt in de productie van synthetisch taurine.
- additief voor ketelwater behandeling
- Sinds 2004/2005 wordt het meer en meer gebruikt voor de behandeling van hout, als gevolg van een wetgeving in de Verenigde Staten die het gebruik van houtbeschermingsmiddelen met chroom, koper en arseen grotendeels verbiedt.